# DBUs Landspokalturnering 2014-2015
La DBUs Landspokalturnering 2014-2015 è stata la 61ª edizione della coppa danese di calcio. La competizione è iniziata il 2 agosto 2014 ed è terminata il 14 maggio 2015 con la finale. La squadra detentrice del trofeo era l'Aalborg, che ha vinto il torneo per la terza volta nella sua storia nell'edizione precedente.
La coppa è stata vinta per la sesta volta dal Copenaghen, che ha sconfitto in finale ai tempi supplementari il Vestsjælland.

## Formula del torneo
| Turno                | Numero di incontri | Squadre  | Entrano a questo turno                                                                        |
| -------------------- | ------------------ | -------- | --------------------------------------------------------------------------------------------- |
| Primo turno          | 48                 | 108 → 60 | 12 squadre di 1. Division 32 squadre di 2. Division 52 squadre dalle qualificazioni regionali |
| Secondo turno        | 28                 | 60 → 32  | 8 squadre di Superligaen                                                                      |
| Sedicesimi di finale | 16                 | 32 → 16  | 4 squadre di Superligaen                                                                      |
| Ottavi di finale     | 8                  | 16 → 8   | –                                                                                             |
| Quarti di finale     | 4                  | 8 → 4    | –                                                                                             |
| Semifinali           | 2 + 2              | 4 → 2    | –                                                                                             |
| Finale               | 1                  | 2 → 1    | –                                                                                             |

## Squadre Partecipanti
| Superligaen | 1. Division                                                                                 | 2. Division Est | 2. Division Ovest |
| Brøndby Copenaghen Esbjerg Hobro Midtjylland Nordsjælland Odense Randers Silkeborg SønderjyskE Vestsjælland Aalborg | AB Brønshøj Fredericia HB Køge Horsens Lyngby Roskilde Skive Vejle Vendsyssel Viborg Aarhus | Avarta Avedøre B 1908 B.93 Frem Fremad Amager Gentofte Hellerup Helsingør Herlev Holbæk Hvidovre Nykøbing Rishøj Svebølle Søllerød-Vedbæk | Brabrand Jammerbugt Kjellerup Kolding BK Kolding IF Marienlyst Middelfart Næsby Næstved Odder IGF Ringkøbing Skovbakken Svendborg Sydvest Thisted Varde |

| Seriehold, Bornholm | Seriehold, Fyn                                                                              | Seriehold, Jylland | Seriehold, København                                                       | Seriehold, Lolland-Falster     | Seriehold, Sjælland |
| NB Bornholm         | Glamsbjerg Marstal/Rise Morud Nyborg OKS Odense Skalbjerg/Vissenbjerg Søndersø Tarup Paarup | Esbjerg IF 92 Djursland Harte Hedensted Herning KFUM Hirtshals Holstebro Lindholm Lyseng RKG Skanderborg Sønderborg Vejgaard Vejlby Viby Vojens Aabyhøj IF Aarhus Fremad | Boldklubben Rødovre FA 2000 FB Hellas Randoms Skovshoved AB Tårnby Vanløse | Frem Sakskøbing Maribo Nakskov | B73 Slagelse B77 Rødovre Blovstrød Egedal Gilleleje Greve Jægersborg Kalundborg Ledøje-Smørum Lejre Ringsted Skjold Birkerød Taastrup FC VB 1968 |

## Primo turno
Il sorteggio è stato effettuato il 25 giugno 2014.

### Est, Sjælland/Lolland/Falster
| Squadra 1      | Risultato | Squadra 2       |
| -------------- | --------- | --------------- |
| 12 agosto 2014 |           |                 |
| B73 Slagelse   | 2 – 0     | Ringsted        |
| Kalundborg     | 4 – 2     | Frem Sakskøbing |
| 13 agosto 2014 |           |                 |
| Maribo         | 0 – 7     | Nykøbing        |
| Nakskov        | 1 – 7     | Svebølle        |
| 27 agosto 2014 |           |                 |
| Næstved        | 1 – 2     | HB Køge         |

### Est, Sjælland/København/Bornholm
| Squadra 1           | Risultato       | Squadra 2       |
| ------------------- | --------------- | --------------- |
| 2 agosto 2014       |                 |                 |
| Avedøre             | 1 – 1 (5-4 dcr) | NB Bornholm     |
| 12 agosto 2014      |                 |                 |
| Boldklubben Rødovre | 2 – 1           | FA 2000         |
| Blovstrød           | 1 – 9           | Brønshøj        |
| Lejre               | 4 – 3           | Vanløse         |
| Gilleleje           | 2 – 0           | B77 Rødovre     |
| Ledøje-Smørum       | 4 – 1           | Rishøj          |
| Skovshoved          | 0 – 1           | Hvidovre        |
| VB 1968             | 0 – 2           | Søllerød-Vedbæk |
| Egedal              | 3 – 2 (dts)     | Skjold Birkerød |
| 13 agosto 2014      |                 |                 |
| Avarta              | 0 – 2           | Lyngby          |
| FB                  | 0 – 3           | Greve           |
| Helsingør           | 0 – 3           | Fremad Amager   |
| Hellas              | 0 – 8           | Roskilde        |
| Herlev              | 5 – 4           | Gentofte        |
| Hellerup            | 2 – 1           | Frem            |
| Jægersborg          | 0 – 3           | B.93            |
| Taastrup FC         | 0 – 8           | AB              |
| Holbæk              | 1 – 1 (4-5 dcr) | B 1908          |
| 19 agosto 2014      |                 |                 |
| Randoms             | 0 – 10          | AB Tårnby       |

### Ovest, Nord
| Squadra 1      | Risultato       | Squadra 2  |
| -------------- | --------------- | ---------- |
| 12 agosto 2014 |                 |            |
| Lindholm       | 3 – 3 (4-2 dcr) | Thisted    |
| RKG            | 1 – 2           | Vejgaard   |
| 13 agosto 2014 |                 |            |
| Hirtshals      | 0 – 3           | Jammerbugt |
| Skive          | 2 – 0           | Vendsyssel |

### Ovest, Centro
| Squadra 1      | Risultato   | Squadra 2     |
| -------------- | ----------- | ------------- |
| 12 agosto 2014 |             |               |
| Hedensted      | 1 – 4       | Ringkøbing    |
| Herning KFUM   | 0 – 8       | Odder IGF     |
| Lyseng         | 4 – 1       | Djursland     |
| Vejlby         | 0 – 3       | Skovbakken    |
| Viby           | 1 – 4       | Horsens       |
| Aabyhøj IF     | 2 – 4       | Aarhus Fremad |
| Holstebro      | 0 – 1       | Kjellerup     |
| 13 agosto 2014 |             |               |
| Brabrand       | 3 – 2 (dts) | Skanderborg   |
| 20 agosto 2014 |             |               |
| Viborg         | 0 – 2       | Aarhus        |

### Ovest, Sud/Fyn
| Squadra 1             | Risultato       | Squadra 2     |
| --------------------- | --------------- | ------------- |
| 12 agosto 2014        |                 |               |
| Marstal/Rise          | 1 – 1 (4-3 dcr) | Sydvest       |
| Glamsbjerg            | 0 – 6           | Sønderborg    |
| Harte                 | 0 – 4           | Vejle         |
| Middelfart            | 1 – 1 (4-5 dcr) | Marienlyst    |
| Morud                 | 1 – 2           | Kolding BK    |
| Søndersø              | 0 – 3           | Esbjerg IF 92 |
| Vojens                | 0 – 1           | Næsby         |
| 13 agosto 2014        |                 |               |
| Kolding IF            | 0 – 4           | Fredericia    |
| Nyborg                | 0 – 5           | Varde         |
| Skalbjerg/Vissenbjerg | 0 – 1           | OKS Odense    |
| Tarup Paarup          | 2 – 4 (dts)     | Svendborg     |

## Secondo turno
Il sorteggio è stato effettuato il 14 agosto 2014.

### Est
| Squadra 1           | Risultato       | Squadra 2       |
| ------------------- | --------------- | --------------- |
| 27 agosto 2014      |                 |                 |
| Svebølle            | 1 – 5           | Vestsjælland    |
| 10 settembre 2014   |                 |                 |
| Ledøje-Smørum       | 0 – 1           | Fremad Amager   |
| Hvidovre            | 1 – 2 (dts)     | Roskilde        |
| 23 settembre 2014   |                 |                 |
| B73 Slagelse        | 0 – 1           | B 1908          |
| Lejre               | 0 – 6           | Søllerød-Vedbæk |
| Gilleleje           | 1 – 5           | Hellerup        |
| Greve               | 2 – 1           | Nykøbing        |
| Herlev              | 0 – 2           | B.93            |
| Boldklubben Rødovre | 2 – 1           | Avedøre         |
| 24 settembre 2014   |                 |                 |
| Kalundborg          | 0 – 10          | Lyngby          |
| Næsby               | 0 – 3           | HB Køge         |
| Brønshøj            | 1 – 0           | Odense          |
| Egedal              | 1 – 1 (4-3 dcr) | Nordsjælland    |
| AB Tårnby           | 1 – 3           | AB              |

### Ovest
| Squadra 1         | Risultato   | Squadra 2   |
| ----------------- | ----------- | ----------- |
| 16 settembre 2014 |             |             |
| Marstal/Rise      | 0 – 3       | Jammerbugt  |
| 23 settembre 2014 |             |             |
| Brabrand          | 1 – 2       | Horsens     |
| Svendborg         | 1 – 0 (dts) | Kjellerup   |
| Sønderborg        | 0 – 7       | Silkeborg   |
| Kolding BK        | 1 – 7       | Randers     |
| Lindholm          | 0 – 1       | Esbjerg     |
| OKS Odense        | 1 – 2       | Skovbakken  |
| Aarhus            | 2 – 1 (dts) | Hobro       |
| 24 settembre 2014 |             |             |
| Esbjerg IF 92     | 0 – 3       | SønderjyskE |
| Lyseng            | 1 – 2 (dts) | Odder IGF   |
| Varde             | 3 – 2       | Ringkøbing  |
| Aarhus Fremad     | 2 – 1       | Fredericia  |
| 30 settembre 2014 |             |             |
| Marienlyst        | 1 – 2       | Skive       |
| Vejgaard          | 1 – 2       | Vejle       |

## Terzo turno
Il sorteggio è stato effettuato il 26 settembre 2014.
| Squadra 1           | Risultato       | Squadra 2    |
| ------------------- | --------------- | ------------ |
| 28 ottobre 2014     |                 |              |
| Jammerbugt          | 0 – 2           | Brønshøj     |
| Søllerød-Vedbæk     | 0 – 3           | Skive        |
| Boldklubben Rødovre | 0 – 4           | Silkeborg    |
| Aarhus Fremad       | 1 – 5           | Midtjylland  |
| Aarhus              | 1 – 1 (4-5 dcr) | SønderjyskE  |
| 29 ottobre 2014     |                 |              |
| Svendborg           | 2 – 3           | Vestsjælland |
| Greve               | 1 – 0           | B.93         |
| Skovbakken          | 4 – 2           | B 1908       |
| Horsens             | 0 – 7           | Esbjerg      |
| Hellerup            | 1 – 5           | Odder IGF    |
| HB Køge             | 2 – 1           | AB           |
| Lyngby              | 0 – 2           | Randers      |
| Egedal              | 2 – 3           | Varde        |
| Fremad Amager       | 1 – 3           | Brøndby      |
| 30 ottobre 2014     |                 |              |
| Vejle               | 0 – 1 (dts)     | Aalborg      |
| Roskilde            | 2 – 3           | Copenaghen   |

## Quarto turno
Il sorteggio è stato effettuato il 31 ottobre 2014.
| Squadra 1        | Risultato   | Squadra 2    |
| ---------------- | ----------- | ------------ |
| 16 novembre 2014 |             |              |
| HB Køge          | 0 – 3       | Vestsjælland |
| 19 novembre 2014 |             |              |
| Odder IGF        | 2 – 4       | Aalborg      |
| 26 novembre 2014 |             |              |
| Randers          | 1 – 0 (dts) | Silkeborg    |
| 29 novembre 2014 |             |              |
| Brønshøj         | 1 – 0       | Skive        |
| 1 dicembre 2014  |             |              |
| Varde            | 0 – 3       | SønderjyskE  |
| 3 dicembre 2014  |             |              |
| Skovbakken       | 1 – 2 (dts) | Brøndby      |
| 4 dicembre 2014  |             |              |
| Greve            | 0 – 3       | Copenaghen   |
| Esbjerg          | 3 – 0       | Midtjylland  |

## Quarti di finale
Il sorteggio è stato effettuato il 4 dicembre 2014.
| Squadra 1    | Risultato       | Squadra 2    |
| ------------ | --------------- | ------------ |
| 4 marzo 2015 |                 |              |
| SønderjyskE  | 4 – 2 (dts)     | Brøndby      |
| Brønshøj     | 1 – 2           | Vestsjælland |
| 5 marzo 2015 |                 |              |
| Copenaghen   | 0 – 0 (5-4 dcr) | Randers      |
| Esbjerg      | 4 – 2           | Aalborg      |

## Semifinali
Il sorteggio è stato effettuato il 5 marzo 2015.
| Squadra 1           | Totale | Squadra 2   | Andata | Ritorno |
| ------------------- | ------ | ----------- | ------ | ------- |
| 15 - 29 aprile 2015 |        |             |        |         |
| Vestsjælland        | 2 – 1  | SønderjyskE | 2 – 0  | 0 – 1   |
| 16 - 30 aprile 2015 |        |             |        |         |
| Copenaghen          | 2 – 1  | Esbjerg     | 1 – 1  | 1 – 0   |

## Finale
| Arbitro: | Morgensen |

|                          |           |                                                    |
| Vellios 31’ Sørensen 88’ | Marcatori | 46’ Nilsson 54’ Sigurðarson 102’ Hendriksson Olsen |